# 三井アウトレットパーク 林口
三井アウトレットパーク 林口（みついアウトレットパーク りんこう）は、台湾新北市林口区にある、三井アウトレットパーク系列のアウトレットモールである。

## 概要
台湾北部最大のアウトレットで、220店舗を有する。三井不動産のアウトレットモールとしては国外で3例目。

## 沿革
- 2016年1月27日 - オープン

## 交通アクセス
- 桃園捷運機場線林口駅より徒歩5分。